# Màrtirs de la UCA
Els màrtirs de la UCA van ser vuit persones que van ser assassinades el 16 de novembre de 1989, a la Universitat Centroamericana José Simeón Cañas (UCA), ubicada a la ciutat de San Salvador (El Salvador), per un escamot del batalló Atlacatl de la força armada d'El Salvador sota les ordres del coronel Benavides, a l'administració del president Alfredo Félix Cristiani. Tot això va passar en el marc de la Guerra Civil salvadorenca. Cinc sacerdots eren espanyols.
Els jesuïtes eren partidaris d'un acord negociat entre el govern del Salvador i el Front Farabundo Martí per a l'Alliberament Nacional (FMLN), l'organització guerrillera que havia lluitat contra el govern durant una dècada. Els assassinats van atreure l'atenció internacional als esforços dels jesuïtes i van augmentar la pressió internacional per cessar el foc, un dels punts clau que van conduir a un acord negociat per a la guerra.
Al setembre de 2020 el llavors coronel i viceministre de Seguretat Pública d'El Salvador, Innocent Orlando Montano Morales va ser jutjat a Espanya per l'Audiència Nacional sent considerat autor de cinc delictes d'assassinat de caràcter terrorista (els jesuïtes Ignacio Ellacuría, Ignacio Martín Baró, Segon Montes Mozo, Amando López Quintana i Juan Ramón Moreno Pardo) per cadascun dels quals se li va imposar una pena de 26 anys, 8 mesos i un dia de presó. Els magistrats també van considerar Montano autor dels assassinats del jesuïta salvadorenc, Joaquín López i López, de la cuinera de la universitat, Julia Elba Ramos, i de la seva filla de 16 anys, Celina Mariceth Ramos, executats juntament amb els religiosos, encara que no se'l va poder condemnar per això atès que Montano no va ser extradit pels Estats Units per aquests crims.

## Antecedents
Per a un sector ultraconservador dels comandaments militars a l'exèrcit salvadorenc, els pares intel·lectuals jesuïtes que exercien l'alta direcció i càtedra dins de l'Alma Mater eren considerats sospitosos de sostenir la teologia de l'Alliberament, per la qual cosa se suposava que serien aliats de la guerrilla esquerrana de l'FMLN, i per tant, subversius per al control polític, les amenaces dels quals es gestaven des de mitjans de la dècada de 1980, però que s'ajuntarien l'any 1989.
El 3 de març de 1989, en un camp pagat del grup ultradretà «Creuada pro Pau i Treball» va atacar els qui anomenava «grup de cervells satànics conduïts per Ellacuría» i «gossos comunistes que estan arruïnant el país». El 14 de març del mateix any fa explosió una granada de màcol·locada dins la planta elèctrica de la UCA.
Entre el 16 i el 20 d'abril un camp de l'Alt Comandament de la Força Armada del Salvador acusa el P. Segundo Montes de defensar l'ús de mines per part de l'FMLN. Un comunicat de premsa d'ARENA anomena al sacerdot Segundo Montes "inhumà i immoral". Aquell mateix mes el coronel Juan Orlando Zepeda, comandant de la Primera Brigada d'Infanteria, afirmava que la UCA era un refugi dels líders terroristes i que s'hi planificava l'estratègia d'atacs contra els salvadorencs. El 28 d'aquell mateix mes ocorre una nova explosió amb tres bombes a la impremta de la UCA i a la porta d'entrada amb ella.
El 3 de juliol del mateix any el president Alfredo Cristiani rep una carta oberta per part de l'organització Creuada pro Pau i Treball en què demanen la captura i judici sumari dels sacerdots Ignacio Ellacuría i Segundo Montes, als quals considera responsables de tota la destrucció de la infraestructura i de tots els vils assassinats comesos en nom de la teologia de l'alliberament i de la doctrina marxista-leninista que intenten imposar. El 22 de juliol hi ha una tercera explosió amb quatre bombes a la impremta de la UCA.
Entre els dies 11 i 15 de novembre la Ràdio emissora Cuscatlán emet certs missatges amb amenaces de mort dirigides contra els jesuïtes de la UCA, contra Mons. Rivera Damas i contra Mons. Rosa Chávez. S'emeten amenaces explícites com «Ellacuría és un guerriller, que li tallin el cap» o «Haurien de treure Ellacuría per matar-lo a escopides». El 13 de novembre, el rotatiu La Premsa Gráfica informa la realitat de les amenaces retransmeses per la cadena nacional de ràdio en què s'afirmava «és molt important que treguin del país els jesuïtes, perquè a la UCA amaguen armes des de fa al voltant de deu anys». Assenyalant aquests com a principal responsable al sacerdot jesuïta espanyol Ignacio Ellacuría.

## Crim

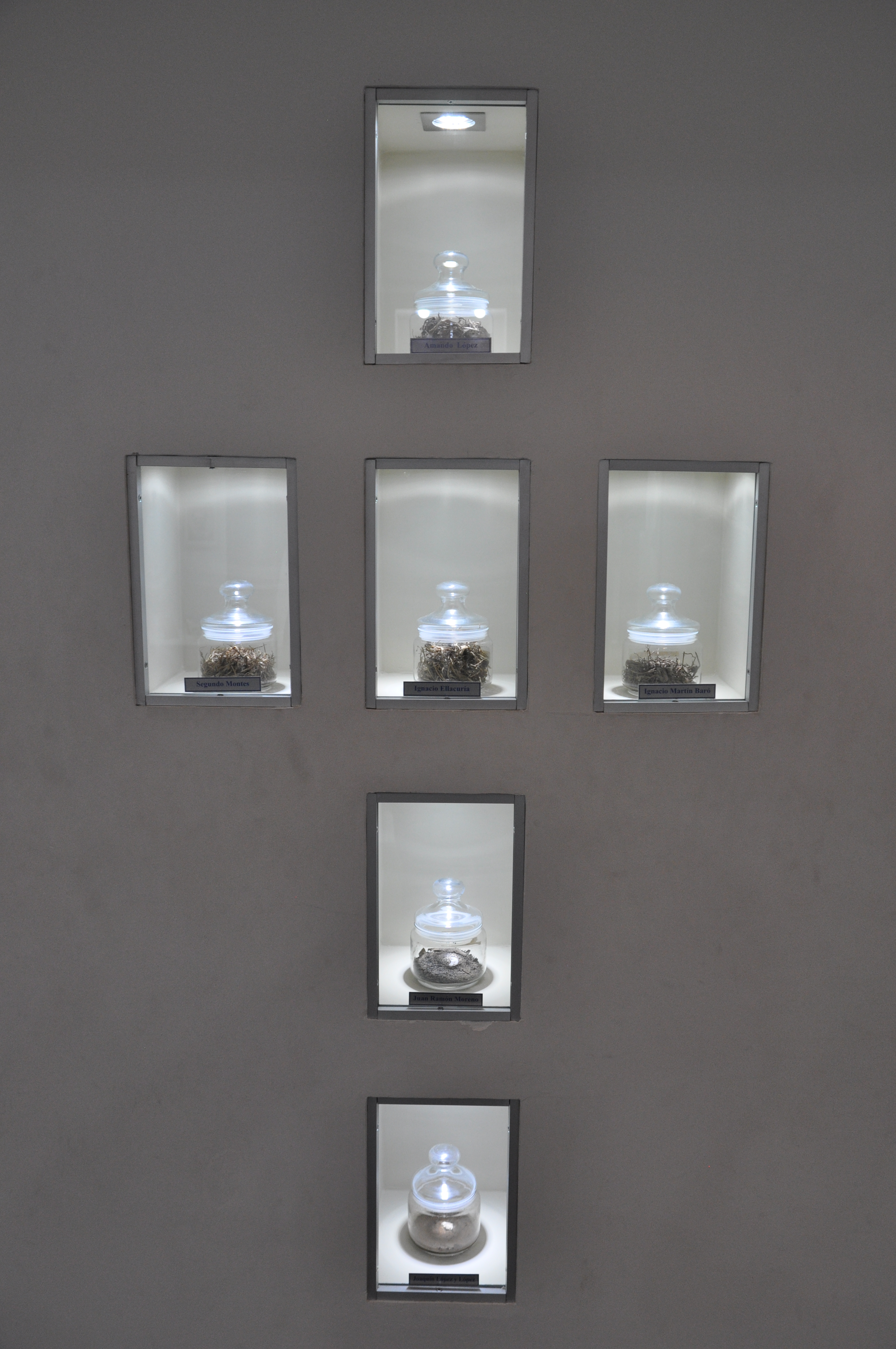
Urnes que contenen sorra tacada amb la sang dels sacerdots assassinats, a la Sala Memorial dels Màrtirs del Centre Monsenyor Romero de la UCA.

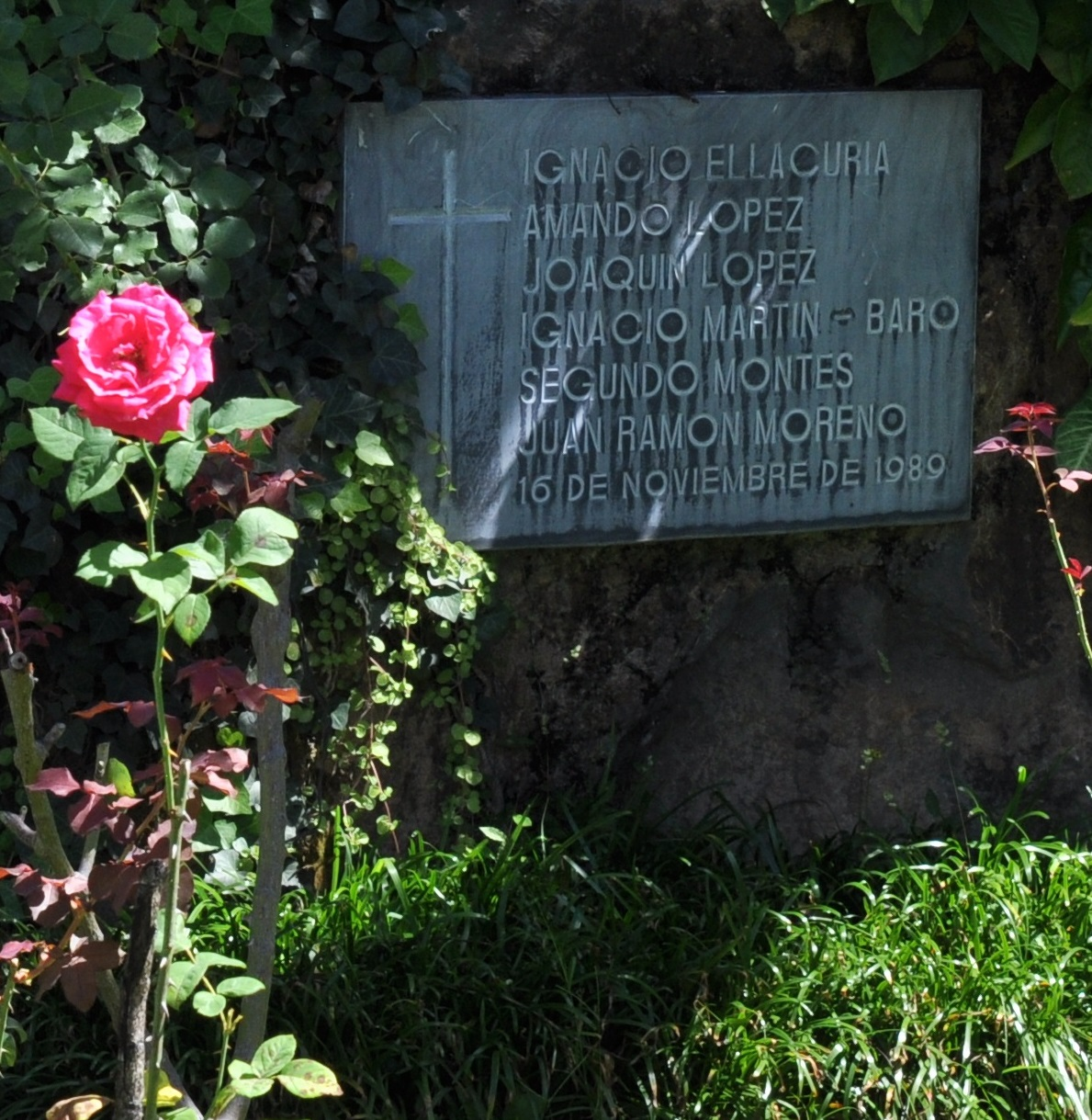
Màrtirs de la UCA

Segons l'informe de la Comissió de la Veritat i el resum de les acusacions admeses per un tribunal espanyol contra els membres de l'exèrcit salvadorenc que van ser condemnats pel delicte, l'exèrcit salvadorenc va considerar el Centre Pastoral de la UCA com un «refugi de subversius». El coronel Juan Orlando Zepeda, viceministre de Defensa, havia acusat públicament la UCA de ser el centre d'operacions dels terroristes de la FMLN. El coronel Innocente Montano, viceministre de Seguretat Pública, va dir que els jesuïtes estaven "plenament identificats amb moviments subversius". A les negociacions per a una solució pacífica al conflicte, Ignacio Ellacuría (rector de la universitat) havia tingut un paper fonamental. Moltes de les forces armades van identificar els sacerdots jesuïtes amb els rebels, a causa de la seva especial preocupació pels salvadorencs que eren els més pobres i, per tant, els més afectats per la guerra.
La tarda del 15 de novembre de 1989, el coronel Guillermo Alfredo Benavides Moreno es va reunir amb oficials sota el seu comandament al Col·legi Militar. Els va informar que l'Estat Major considerava que l'ofensiva rebel recent era «crítica», que s'havia d'enfrontar amb tota la seva força, i que tots els «elements subversius coneguts» havien de ser eliminats. Se li va ordenar eliminar Ellacuría, sense deixar testimonis. Els oficials (membres del batalló Atlacatl) van decidir disfressar l'operació com un atac rebel, usant un rifle AK-47 que havia estat capturat pel FMLN.
Els soldats primer van intentar entrar per la força a la residència dels jesuïtes, fins que els sacerdots els van obrir les portes. Després d'ordenar als sacerdots que s'anessin a dormir de cap per avall al jardí del darrere, els soldats van registrar la residència. Després que el tinent Guerra donés l'ordre de matar els sacerdots, Ellacuría, Ignacio Martín-Baró i Segundo Montes van ser assassinats a trets pel soldat Grimaldi, mentre que els pares Amando López i Juan Ramón Moreno van ser assassinats pel sergent adjunt Antonio Ramiro Ávalos Vargas. Més tard, els soldats van descobrir el pare Joaquín López i López a la residència i també el van matar. El sergent adjunt Tomás Zarpate Castillo va disparar a Julia Elba Ramos i a la seva filla de 16 anys, Celina Mariceth Ramos. El soldat José Alberto Sierra Ascencio va disparar a totes dues dones novament.
Els soldats van treure una petita maleta que contenia fotografies, documents i 5000 dòlars. Després van dirigir foc de metralladores a la façana de la residència, així com coets i granades de mà. Van deixar un rètol de cartró que deia «L'FMLN va executar els que ho van informar. Victòria o mort, FMLN».
El dia 16 de novembre de 1989 sis sacerdots de la Companyia de Jesús i dues empleades domèstiques són assassinats dins del campus de la UCA, col·locats de cap per avall mentre eren executats. Al pati central es van trobar els cossos de cinc dels religiosos, i en una de les habitacions se'n trobava un altre. Els cadàvers de la dona i la nena eren a una altra habitació annexa. Els assassins també van incendiar i van saquejar el Centre Monsenyor Romero, com a estratagema els autors del crim van deixar senyals i proves falses simulant que els crims havien estat comesos per la guerrilla, la qual cosa va ser descobert com espuri sense suport en les posteriors investigacions.
Les víctimes van ser:
- Ignacio Ellacuría SJ, espanyol, rector de la universitat
- Ignacio Martín-Baró SJ, espanyol, vicerector acadèmic
- Segon Montes SJ, espanyol, director de l'Institut de Drets Humans de la UCA
- Juan Ramón Moreno SJ, espanyol, director de la biblioteca de Teologia
- Amando López SJ, espanyol, professor de Filosofia
- Joaquín López i López SJ, salvadorenc, fundador de la universitat i estret col·laborador
- Elba Ramos, salvadorenca, empleada domèstica.
- Celina Ramos, salvadorenca, filla d'Elba Ramos, de 16 anys.

Tots menys Celina Ramos (Jayaque, 21 de febrer del 1973) eren treballadors de la UCA. Elba Ramos (Santiago de Maria, 5 de març de 1947) havia començat a treballar com a cuinera dels sacerdots jesuïtes el 1985, i el seu marit Obduli com a vigilant i jardiner el 1989. A partir que ell fos contractat també, la família s'havia mogut a un terreny a prop de l'entrada principal de la Universitat, als carrers que van patir bombardejos. Preocupades per la seva seguretat, Elba i Celina es van mudar a una habitació buida de la residència jesuïta, i van ser assassinades perquè el Batalló Atlacatl de Reacció Immediata no volia deixar testimonis.
Un altre resident jesuïta, Jon Sobrino, estava fent una conferència sobre teologia de l'alliberament a Bangkok. Va dir que s'havia acostumat a viure amb amenaces de mort i va comentar: «Volíem donar suport al diàleg i la pau. Estàvem en contra de la guerra. Però hem estat considerats comunistes, marxistes, partidaris dels rebels, tota aquesta mena de coses». Quan el diari nord-americà The New York Times va descriure els sacerdots assassinats com a «intel·lectuals d'esquerra» el març de 1991, l'arquebisbe John R. Quinn de San Francisco es va oposar a l'ús d'aquesta caracterització «sense qualificació ni matís». Va oferir al diari les paraules de l'arquebisbe brasiler Hélder Câmara: «Quan alimento als famolencs, em diuen sant. Quan els pregunto per què no tenen menjar, em diuen comunista».

## Reacció
Els assassinats van atreure l'atenció internacional i van augmentar la pressió internacional perquè acabessin les hostilitats. Aquest fet es reconeix com a punt d'inflexió que va conduir a un acord negociat per posar fi a la guerra.

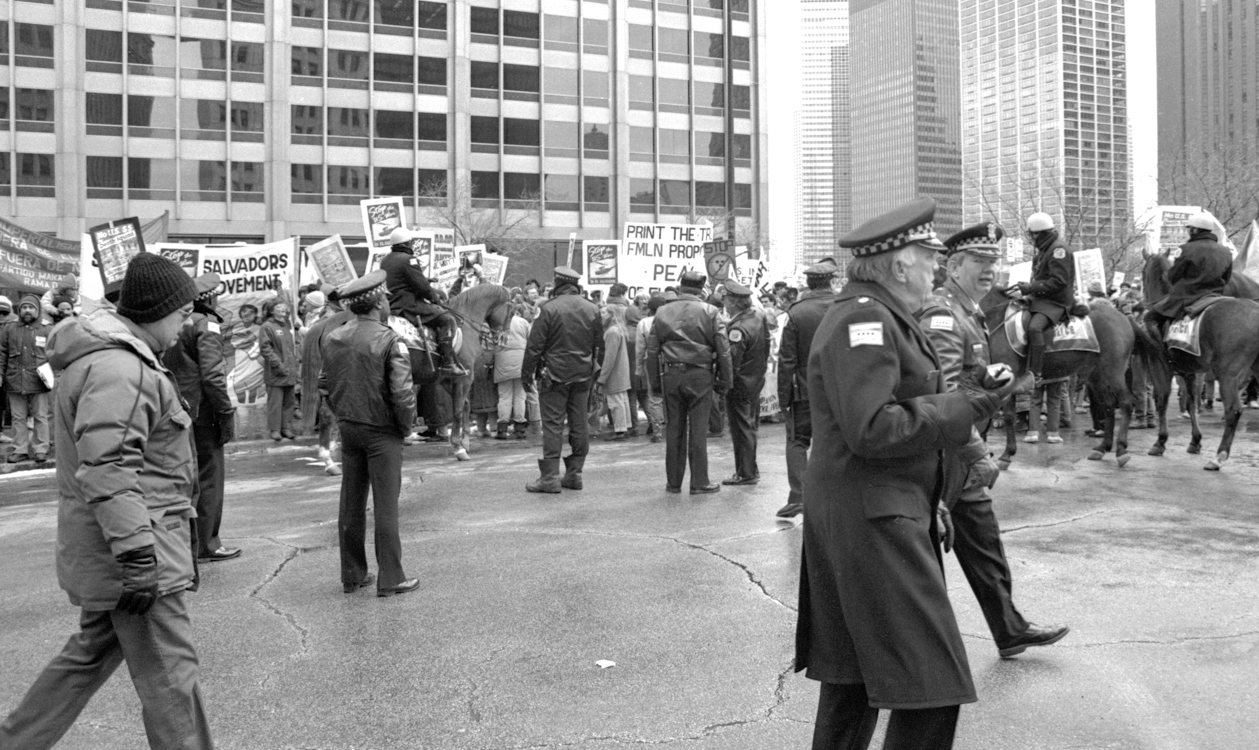
Protesta contra la Guerra Civil salvadorenca a Chicago el 1989

El govern dels Estats Units, que durant molt de temps havia brindat ajuda militar al govern, va demanar al president Cristiani que iniciés «la investigació més completa i certament ràpida». Va condemnar els assassinats «en els termes més enèrgics possibles». El senador nord-americà Claiborne Pell, president del Comitè de Relacions Exteriors del Senat, va dir: «Estic devastat per aquests assassinats a sang freda, que semblen tenir la intenció de silenciar l'activitat de drets humans a El Salvador. Faig una crida urgent perquè es posi fi a la lluita i per un alto el foc... i demano que els responsables d'aquests assassinats siguin portats davant la justícia tan ràpid com sigui possible». Un editorial a The New York Times va catalogar una sèrie de crims similars que van quedar impunes i va advertir que «El que és diferent aquesta vegada és la impaciència horroritzada dels Estats Units». Va advertir que el Senat dels Estats Units posaria fi a l'ajuda dels Estats Units si el govern d'El Salvador «no aturi i no castigui els esquadrons de la mort».

## Accions judicials

### El Salvador
Nou membres de l'exèrcit salvadorenc van ser portats a judici. Només el coronel Guillermo Benavides i el tinent Yusshy René Mendoza van ser condemnats. Els altres van ser absolts o declarats culpables per càrrecs menors. Benavides i Mendoza van ser condemnats a 30 anys de presó. Tots dos van ser alliberats de la presó l'1 d'abril de 1993 després de l'aprovació d'una Llei d'Amnistia per una legislatura dominada per polítics antiguerrillers i promilitars. Va ser promulgada per promoure la reconciliació social i política després de la guerra civil, però el seu suport va provenir de les faccions polítiques més estretament aliades amb els grups armats de dreta identificats per l'informe com a responsables de la majoria de violacions dels drets humans en temps de guerra. El resultat del judici va ser confirmat per l'informe presentat per la Comissió de Veritat i Reconciliació del Salvador, que detallava com les figures militars i polítiques salvadorenyes ocultaven informació vital per protegir els responsables de la matança. L'informe va identificar Rodolfo Parker, un advocat i polític que després va dirigir el Partit Demòcrata Cristià i es va convertir en membre de l'Assemblea Legislativa. Va reconèixer que havia "alterat les declaracions per amagar la responsabilitat dels oficials superiors per l'assassinat".
Els jesuïtes a El Salvador, liderats per José María Tojeira, exrector de la UCA, van continuar treballant amb l'Institut de Drets Humans de la UCA, fundat per Segundo Montes, per utilitzar la Cort Interamericana de Drets Humans, per eludir la Llei d'Amnistia de 1993 i exposen el paper d'oficials militars superiors als assassinats.
El juliol del 2016, la Cort Suprema d'El Salvador va considerar que la Llei d'Amnistia era inconstitucional, citant el dret internacional dels drets humans. Benavides va tornar a la presó unes setmanes més tard per complir la seva condemna.
El maig del 2017, la comunitat jesuïta a El Salvador va sol·licitar al Ministeri de Justícia i Seguretat Pública que commutés la condemna de Benavides, que havia complert 4 anys de la seva condemna de 30 anys. Van dir que havia admès i lamentat les seves accions i que no representava cap perill. José María Tojeira, director de l'Institut de Drets Humans de la UCA, el va qualificar de «boc expiatori» per als que havien ordenat els assassinats i havien quedat impunes.
El 8 de setembre de 2020, la Sala Penal de la Cort Suprema de Justícia (CSJ), sense obeir la sentència d'inconstitucionalitat de la Llei d'Amnistia, va ordenar tancar la causa penal per la massacre. Els magistrats Roberto Argueta Manzano i el suplent Juan Manuel Bolaños, fent majoria, van votar per arxivar definitivament el cas. El magistrat Leonardo Ramírez Múrcia va ser l'únic que no va acompanyar aquest acord i va dir que se li estava negant el dret de justícia a les víctimes. La UCA va qualificar de corrupta la sentència, i va assenyalar els magistrats van resoldre de manera contrària a l'ordenat el 2016 per la Sala Constitucional, que va obrir el camí per processar els criminals de guerra en casos de lesa humanitat.
Aquesta decisió va ser apel·lada el 16 de novembre de 2022 pel fiscal general del Salvador, Rodolfo Delgado, davant la Sala Constitucional de la Cort Suprema de Justícia. La Sala Constitucional va acceptar l'apel·lació vuit dies després de ser presentada. El 5 de gener del 2022, després d'analitzar-ho, la sala va invalidar el sobreseïment dels militars implicats. Des de llavors el fiscal general va anunciar la ràpida reobertura del cas.
El 25 de febrer del 2022 Alfredo Cristiani i Rodolfo Parker, entre d'altres, van ser acusats penalment respecte a la massacre de la UCA. Un total de 13 persones, entre elles també 10 excaps militars, van ser acusades.

### Espanya
El 2008, dues organitzacions de drets humans, el Centre de Justícia i Rendició de Comptes i l'Associació Pro Drets Humans d'Espanya, van presentar una demanda a l'Audiència Nacional d'Espanya contra l'expresident salvadorenc Alfredo Cristiani i 14 membres de l'exèrcit salvadorenc, al·legant la seva responsabilitat directa per la massacre del 1989. El jutge Eloy Velasco va admetre aquesta demanda el 2009, sobre la base del principi de justícia universal. Ni els jesuïtes ni la UCA van ser parts en aquesta demanda.
| « | El jutge Eloy Velasco i els querellants particulars en el cas obert a Madrid, Espanya, per la matança de la UCA entenen que, amb les noves ordres d'arrest emeses, les autoritats salvadorenyes haurien de capturar immediatament qualsevol dels 18 militars acusats de la massacre als que tinguin ubicats en territori salvadorenc. | » |

Durant el transcurs d'aquest procés judicial, un testimoni no identificat va confessar la seva participació en la massacre i va implicar l'Alt Comandament de l'Exèrcit salvadorenc i expresident Cristiani. Les proves posades a disposició dels periodistes van incloure notes escrites a mà preses durant una reunió de l'Alt Comandament Militar Salvadoreny on suposadament es va planejar la massacre, i tant l'Alt Comandament militar com l'Executiu del país probablement sabien, si no estaven directament involucrats en aquestes reunions de planificació. Els documents desclassificats de la CIA van indicar que durant molts anys la CIA va saber dels plans del govern salvadorenc per assassinar els jesuïtes.
El 30 de maig del 2011, el tribunal va fallar contra vint membres de l'exèrcit salvadorenc que els van declarar culpables d'assassinat, terrorisme i crims contra la humanitat i en va ordenar l'arrest immediat. Aquests documents van generar una circular vermella de la Interpol. El president Cristiani no va ser inclòs en la decisió. Segons la justificació de la sentència, l'acusat va aprofitar un context de guerra inicial per perpetrar violacions dels drets humans, amb el caràcter agreujant de la xenofòbia. Cinc dels erudits assassinats eren ciutadans espanyols. La propaganda contra ells, que va preparar el context per a l'assassinat, els va anomenar neoimperialistes esquerrans d'Espanya, que eren a El Salvador per restablir el colonialisme. Els declarats culpables enfronten sentències que sumen 2700 anys a la presó.
La decisió de la cort espanyola especifica que els jesuïtes van ser assassinats pels seus esforços per posar fi pacíficament a la guerra civil salvadorenca. La planificació de l'assassinat va començar quan les negociacions de pau entre el govern salvadorenc i l'FMLN es van trencar el 1988. Els líders de l'exèrcit salvadorenc estaven convençuts que podien guanyar militarment la guerra contra l'FMLN i des d'aleshores van interpretar els esforços d'Ignacio Ellacuría per les negociacions de pau com un inconvenient que s'havia d'eliminar.
L'operació contra els jesuïtes va implicar la cooperació entre diverses institucions militars. Va consistir inicialment en una campanya psicològica per deslegitimar els jesuïtes als mitjans, acusant-los de conspiració i cooperació amb l'FMLN. Posteriorment va haver-hi batudes militars contra la universitat i la casa dels jesuïtes, per planificar l'operació i finalment va ocórrer la massacre, perpetrada pel batalló Atlacatl.
Els arrestos, això no obstant, no van procedir, primer perquè la Cort Suprema de Justícia salvadorenca (CSJ) va dir llavors que la difusió vermella només implicava per a les autoritats locals ubicar els acusats, no arrestar-los. I a més perquè el govern del president Mauricio Funes va decidir, a través del seu ministre de Defensa Crnel. David Munguía Payés, donar refugi als militars en una caserna.
Les noves ordres internacionals d'arrest emeses a Madrid són contra Juan Orlando Zepeda, Rafael Humberto Larios, Juan Rafael Bustillo, Francisco Elena Fuentes, José Ricardo Espinoza Guerra, Gonzalo Guevara Cerritos, Óscar Mariano Amaya Grimaldi, Antonio Ramiro Ávalos, Ángel Pérez Vásquez, Tomás Zárpate Castell, José Alberto Sierra Ascensio, Guillermo Alfredo Benavides, Joaquín Arnoldo Cerna, Carlos Mauricio Guzmán Aguilar, Héctor Ulisses Cuenca Ocampo i Óscar Alberto León. El defensor dels militars va dir que desconeixia l'existència de noves ordres (llegeixi secundària).
El 15 de novembre del 2017 la Cort Suprema dels Estats Units va rebutjar l'última apel·lació possible de l'exviceministre de Seguretat salvadorenc Innocent Orlando Montano i finalment va ser extradit a Espanya.
El 2020 Montano va ser jutjat per l'Audiència Nacional. La sentència es va donar a conèixer l'11 de setembre. La Secció Segona de la Sala Penal va considerar Montano autor de cinc delictes d'assassinat de caràcter terrorista (els jesuïtes Ignacio Ellacuría, Ignacio Martín Baró, Segundo Montes Mozo, Armando López Quintana i Juan Ramón Moreno Pardo) per cadascun dels quals se li va imposar una pena de 26 anys, 8 mesos i un dia de presó. Els magistrats també van considerar Montano autor dels assassinats d'un altre jesuïta salvadorenc, Joaquín López i López, de la cuinera de la universitat, Julia Elba Ramos, i de la seva filla de 16 anys, Celina Mariceth Ramos, executats juntament amb els religiosos, si bé no va poder ser condemnat per aquests fets en no haver estat extradit pels Estats Units per aquests crims.
El 3 de febrer del 2021, el Tribunal Suprem d'Espanya va confirmar la sentència condemnatòria contra el coronel Innocent Montano. La seva condemna és de 26 anys, 8 mesos i un dia de presó per cadascun dels cinc assassinats; és a dir, un total de 133 anys i 4 mesos de presó.

## Reconeixement

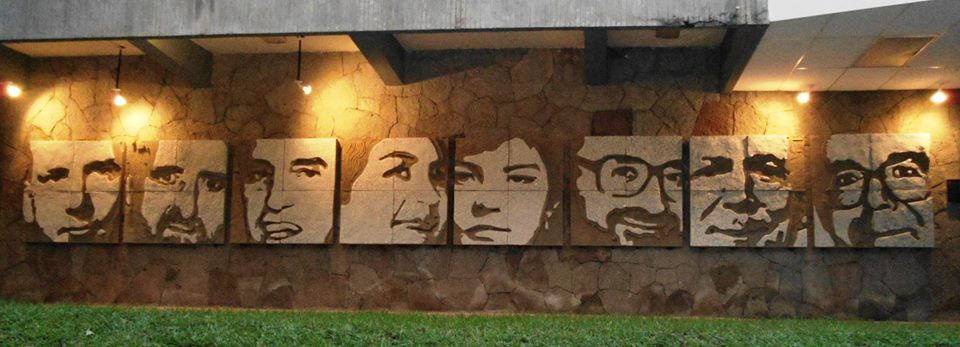
Mural dels màrtirs de l'UCA

El novembre de 2009, amb motiu del vintè aniversari de la massacre, el president Mauricio Funes va atorgar l' Ordre de José Matías Delgado, al grau de Gran Creu amb Estrella d'Or, als 6 sacerdots assassinats. Funes els coneixia personalment, els considerava amics i acreditava el seu paper en el desenvolupament professional i personal.
La majoria d'aquests acadèmics també són reconeguts per les seves contribucions duradores als camps de la filosofia, la teologia i la teologia de l'alliberament (Ellacuría), la psicologia (Martin-Baró) i els estudis d'antropologia social i migració (Montes). Alguns dels seus estudis han estat publicats per UCA Editores i altres, però gran part del material encara no s'ha categoritzat o no s'ha publicat.

### Homenatges
- Al campus de la Universitat Centroamericana José Simeón Cañas (UCA), l'auditori de l'Edifici d'Aules D es va anomenar Auditori Elba i Celina, després de destapar una placa commemorativa l'11 de novembre del 2013.[43]
- Al març de 2022 es va estrenar la pel·lícula Arribaren de nit, dirigida pel cineasta basc Imanol Uribe, protagonitzada per Juana Acosta (que interpreta Lucía, supervivent i testimoni del crim), Karra Elejalde i Carmelo Gómez, i que explica la història de l'assassinat dels Màrtirs de la UCA.[44]